# Virgen de San Jorge
La Virgen de San Jorge es un óleo sobre tabla de 285 x 190 cm de Correggio, que data hacia 1530 y se conserva en la Gemäldegalerie de Dresde.

## Historia
El retablo, de panel único (pala, en italiano), probablemente el último realizado por Correggio, fue encargado para el altar mayor del oratorio de la cofradía de San Pedro Mártir de Módena y fue terminado en 1530. El encargo se realizó seguramente a la luz del éxito alcanzado a mediados de los años 1520 por el otro imponente retablo que el artista pintó en Módena, la Virgen de San Sebastián. En la carrera artística del autor se considera su última obra religiosa, completada junto con la presencia definitiva de Correggio en el andamio de la catedral de Parma.
El panel, también mencionado por Giorgio Vasari,  fue adquirido en 1649 por el duque Francisco I de Este, quien compensó a la congregación con el regalo de una copia del cuadro realizada por Guercino.  En 1746 fue vendida, junto con muchas otras pinturas de gran valor, por Francisco III de Este al elector Federico Augusto II, pasando a las colecciones de arte de la Casa de Sajonia en Dresde. 
Aunque la retórica de gestos y miradas está calibrada y claramente expuesta, la Virgen de San Jorge no era fácilmente comprendida. Así lo atestigua, al poco de su finalización, una copia realizada en 1530 por un pintor de Módena, Girolamo Conti, en la que la espléndida invención de Correggio se convierte en una conversación sagrada estática y convencional. Tampoco pudo captar su sofisticada estructura emocional-espacial el pintor Bartolomeo Passerotti, quien también quiso rendirle homenaje en uno de sus cuadros para Bolonia.  En cambio, uno de los artistas barrocos por excelencia, Pedro Pablo Rubens, comprendió y valoró el potencial que ofrecía este modelo de Correggio, que estudió en un dibujo a lápiz rojo.  El lienzo también fue objeto de elogios por parte del padre Ottonelli y Francesco Scannelli a mediados del siglo XVII, tras su reciente ingreso en las colecciones de Francisco I de Este.
Popham ha catalogado dos diseños preparatorios de la obra.

## Descripción y estilo
El pintor desarrolla el tema tradicional de la Sagrada Conversación: la Virgen sentada directamente sobre un pedestal en el centro con el Niño en brazos y atrás los santos Geminiano, patrón de Módena, representado con las vestiduras episcopales, en el acto de sostener en alto, ayudado por un ángel niño, la maqueta de su ciudad, hacia la que Jesús extiende los bracitos, del otro lado Pedro de Verona, patrón de la congregación, con el hábito blanco y negro de la Orden Dominica intercede por el espectador, con la cabeza muy ladeada, con lo que el artista esconde su brutal atributo del machete en la cabeza, cuya punta apenas asoma sobre la frente, que habría chocado en la escena alegre y serena, mientras las manos señalando al espectador ocultan la daga clavada en el pecho, y delante en primer plano a la izquierda Juan el Bautista como un bello joven sonriente de perfil que apoya un pie en el escalón del pedestal, aunque reconocible por su gesto clásico de señalar al Niño, la corta túnica de piel vuelta del revés y la vara cruciforme y a la derecha Jorge, con coraza y atuendo a lo romano, casi de espaldas pero que se gira hacia el espectador al que mira orgulloso de su hazaña, con la gran cabeza cortada del dragón bajo su pie izquierdo, mientras ante el pedestal cuatro angelitos desnudos, que parecen amorcillos pues como es común en Correggio son ápteros (sin alas), juguetonamente intentan sostener las armas del heroico caballero. La escena sagrada se inserta dentro de un pabellón cuadrado con medio arco detrás abierto a un paisaje, y cubierto por una cúpula abierta, adornada con festones vegetales y decorada con atlantes infantiles, que recuerda a la Madonna de la Victoria de Mantegna.
La ostentosa teatralidad de la Virgen de San Sebastián encuentra aquí una expresión más serena y completa, con un tono casi solemne y clásico, ajeno a las investigaciones anteriores del pintor y que, en cambio, se encuentra en obras tardías como la Alegoría del Vicio.
Sin embargo, también la Virgen de San Jorge se apoya en esa cuidada retórica de gestos y miradas, hábilmente entrelazadas entre sí, de la que Correggio se había convertido en maestro indiscutible. La Virgen y el Niño, punto central de la composición, dirigen su atención en direcciones opuestas y esto obliga a la mirada del espectador a moverse y acoger diferentes puntos de vista dentro del cuadro.
Junto a la monumentalidad, la vivacidad y la renovada gama de colores suaves y luminosos, Correggio no abandonó aquí su amor por las plantas (el hermoso árbol, las naranjas y limones sobre el festón de la cúpula), por los detalles más refinados, por las propiedades físicas y lumínicas de los materiales, precioso o común. Entre ellos destaca el gemmato de San Geminiano, es decir, el broche de la capa; la ligera pelusa de las barbas incipientes de los dos santos de la derecha; los reflejos de la armadura de San Jorge, la lanza puntiaguda de su pendón, sus ceñidas polainas de cuero y zapatos con espuela en el talón, la empuñadura y la cadena de oro de su espada en la mano del niño; la aspereza del vellón de cabra al tocar la piel de San Juan; la cabellera armoniosa de María y Jesús; la gruesa ejecución del manto azul de la Virgen; la impresionante cabeza ensangrentada del dragón.